# Kraus (családnév)
A Kraus német családnév. Változatai Krauss, Krauß. Magyar nyelvterületen Krausz névalakban is előfordul.

## Híres Krausz nevű személyek
Kraus
- Karl Kraus (1874–1936) osztrák költő, esszéista és újságíró.
- Kraus Lili (Lili Kraus) (1905–1986) magyar zongoraművész
- Naftali Kraus (1932–2018) zsidó író, újságíró
- Edward Frederick Kraus (1959) amerikai természettudós

Krausz
- Kristóf-Krausz Albert (1892–1958) magyar építészmérnök, festőművész, művészeti szakíró
- Krausz Bernát magyar szerkesztő
- Krausz Ferenc (1962) Németországban élő magyar születésű fizikus
- Kemény G. Gábor, sz.: Krausz Gusztáv (1915–1981) magyar történész, irodalomtörténész, bibliográfus
- Kézdy György, sz.: Krausz György (1936–2013) magyar színész
- Krausz Juda (1858–1939) magyar rabbi
- Krausz Ignác (1888–?) magyar rabbi
- Krausz Mayer (1809–1894) zsidó származású magyar kereskedő, nagyiparos
- Krausz Mihály (1897-1940) magyar zeneszerző
- Krausz Mór (1886–?) magyar főrabbi
- Göndör Ferenc, sz.: Krausz Náthán (1885–1954) magyar újságíró
- Krausz Sámuel (1866–1948) zsidó teológus, tanár
- Krausz Simon (1876–1938) magyar bankár
- Krausz Tamás (1948) magyar történész, Oroszország-szakértő, egyetemi tanár, politikus

Lásd még
- Peter Kraus (egyértelműsítő lap)
- Georg Krauss (egyértelműsítő lap)
- Krausz Gábor (egyértelműsítő lap)
- Krausz Imre (egyértelműsítő lap)
- Krausz László (egyértelműsítő lap)